# Sangha (département du Burkina Faso)
Pour les articles homonymes, voir Sangha et Sanga.
Cet article concerne le département et la commune rurale. Pour le village chef-lieu, voir Sangha (Burkina Faso).
Sangha (nom officiel), parfois orthographié Sanga dans certaines sources officielles burkinabé, est un département et une commune rurale de la province du Koulpélogo, situé dans la région du Centre-Est au Burkina Faso.

## Géographie

### Démographie
En 2006, le département comptabilisait 46 219 habitants.

## Administration

### Villages
Le département et la commune rurale de Sangha est composé administrativement de trente-huit villages, dont le village chef-lieu homonyme (données consolidées issues du recensement général de 2006) :
- Bantarga (622 habitants)
- Biguimnoghin (ou Biguiim-Noghin) (548 habitants)
- Dabodin (1 006 habitants)
- Daboulga (705 habitants)
- Dagomkom (2 222 habitants)
- Diougo (2 939 habitants)
- Ganzaga (385 habitants)
- Goghin (460 habitants)
- Gouadiga (ou Goadiga) (1 382 habitants)
- Idani (1 368 habitants)
- Kandouré (ou Kaondouré) (182 habitants)
- Kaongo (570 habitants)
- Kaongo de Sangha (67 habitants)
- Kombilga (2 739 habitants)
- Kougri (295 habitants)
- Koyenga (967 habitants)
- Lagnoré (475 habitants)
- Locbaga (139 habitants)
- Longo (2 805 habitants)
- Naba-Dabogo (ou Naba-Rabo) (2 035 habitants)
- Nanonghin (481 habitants)
- Napiga (915 habitants)
- Ouédogo (1 883 habitants)
- Sangha (3 540 habitants), chef-lieu
- Sangha-Peulh (194 habitants)
- Sangha-Yarcé (1 098 habitants)
- Sankansé (1 924 habitants)
- Tabé (1 263 habitants)
- Tampabdigo (1 920 habitants)
- Tankoaga (763 habitants)
- Taram-Noaga (1 766 habitants)
- Tourmonga (288 habitants)
- Wonghdin (324 habitants)
- Worgo-Rassin (553 habitants)
- Yourga (3 725 habitants)
- Yourkoudghin (798 habitants)
- Zoubini (2 101 habitants)

Il inclut deux autres localités mentionnées en 2003 (dont le village de rattachement administratif depuis 2006 n'est pas encore précisé ici) :
- Tampaologo (665 habitants estimé en 2003)
- Ganzaga de Sangha (population inconnue)